# ドリームキャッチャー (装飾品)

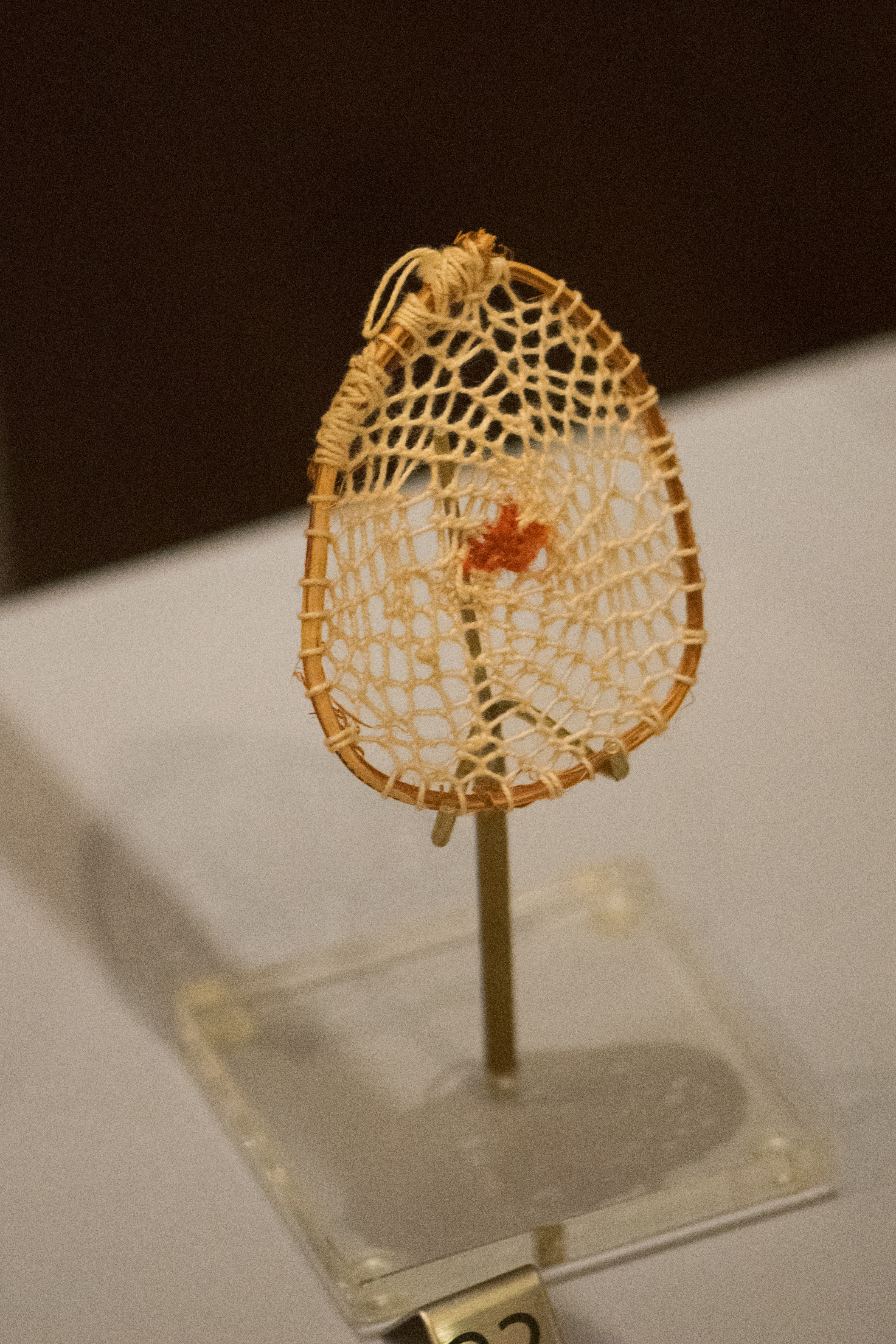
ロイヤルオンタリオ博物館収蔵のドリームキャッチャー

ドリームキャッチャー（英: Dreamcatcher）とは、北アメリカ大陸北部の少数民族オジブワの伝統的な魔除け、装飾品。
柳の枝を曲げた輪に糸を張って蜘蛛の巣に見立て、悪夢を捕らえ防いでくれるよう願った。オジブウェー語のローマ字ではasabikeshiinhと記され、クモまたはクモの巣を意味する。
1960年代から1970年代のパン・インディアン運動により、他の少数民族へ広まったとみられ、先住民族、ファースト・ネーションの文化的アイデンティティーを象徴すると見なされもした。もっとも、現在市場に流通しているアクセサリー商品に対しては、その限りでない模様。

## 概要
現在のアメリカ・カナダ国境付近、五大湖周辺で漁労生活を送っていた彼らは、円または涙形の枠でイラクサの繊維を撚り合わせ、漁に用いていた。ドリームキャッチャーはこの作業の中から生まれたと考えられ、子供たちの寝床の上に下げて悪霊・悪夢から守ってくれる、魔除けのお守りとなった。
テリ・J・アンドリューズ（Terri J. Andrews）によると、悪夢は網目に引っかかったまま夜明けと共に消え去り、良い夢だけが網目から羽を伝わって降りてきて眠っている人のもとに入るとされる。また、良い夢は網目の中央にある穴を通って眠っている人に運ばれてくるが、悪夢は網目に引っかかったまま夜明けと共に消え去るとも言う。
その後、ニューエイジ運動などを通じて日本をはじめ世界的に知られ、アクセサリーとして販売されるようになった。しかしこのことは、最も伝統的なインディアンやその支援者からすると、好ましくない文化流用だと見なされている。

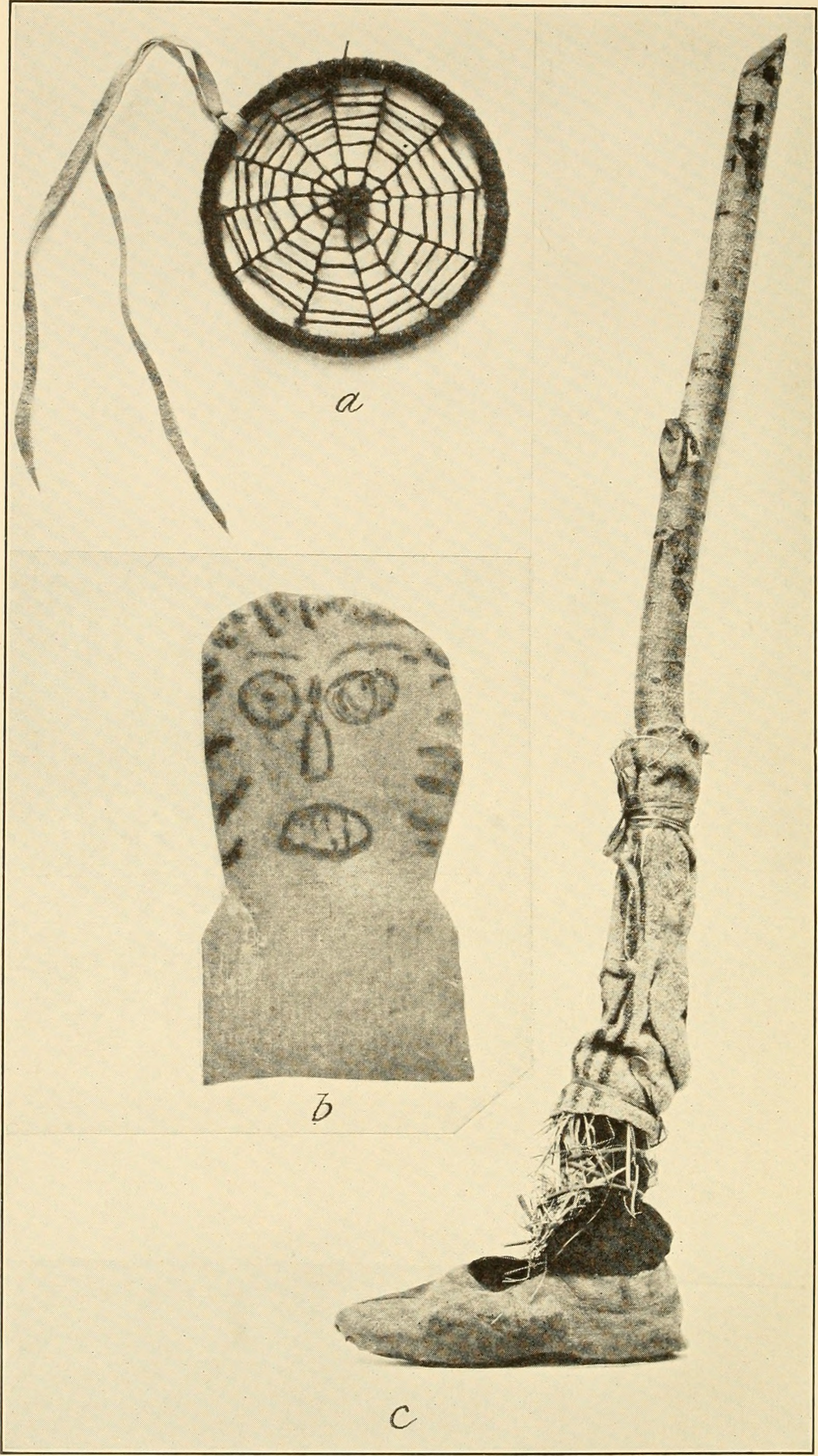
伝統的なドリームキャッチャー（アメリカ民俗学局（英語版））
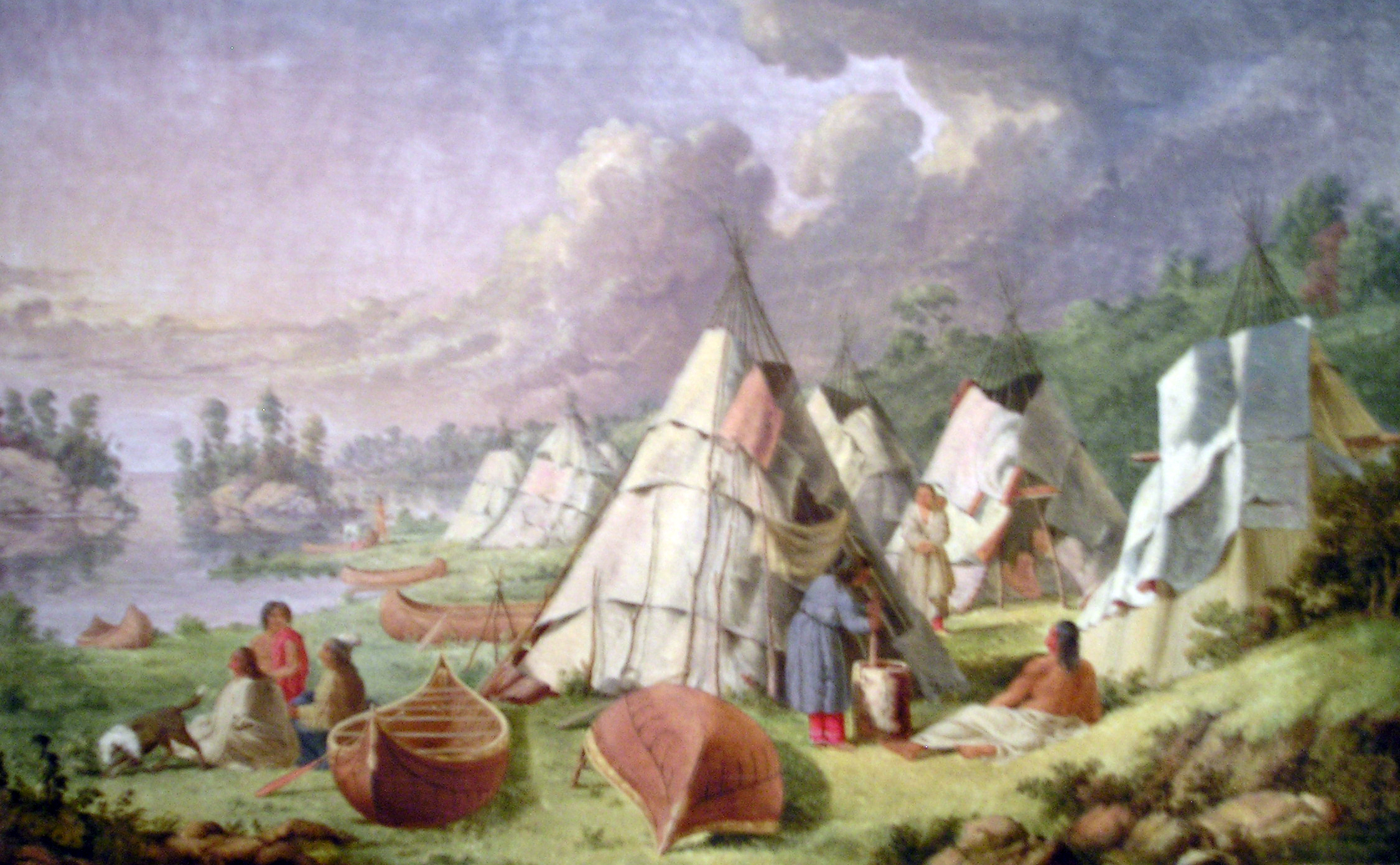
オジブワのキャンプ地
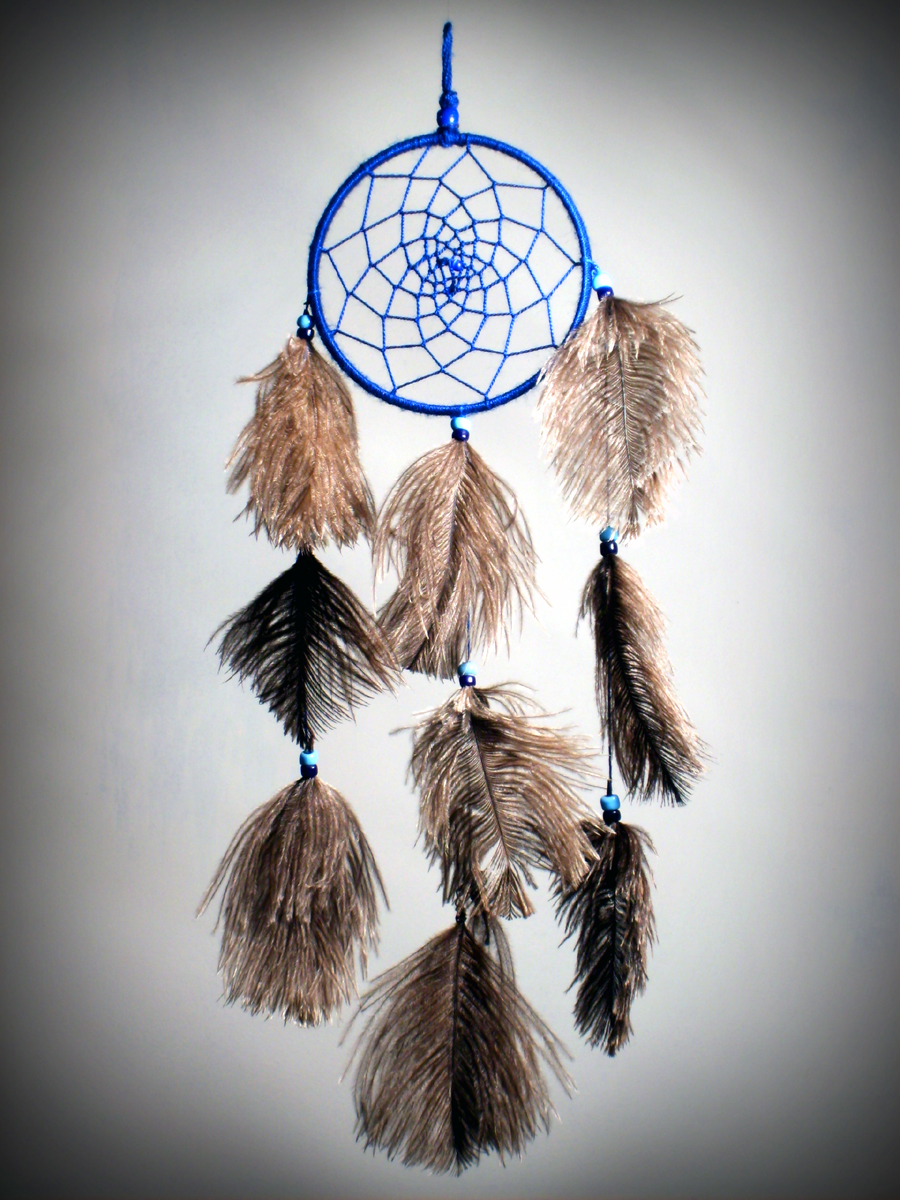
近代的なドリームキャッチャー（チリ）